# Lampertice (nádraží)
Lampertice jsou dopravna D3, která se nachází v severozápadní části katastru obce Lampertice v okrese Trutnov. Leží v km 3,000 železniční trati Královec–Žacléř mezi dopravnami Královec a Žacléř.

## Historie
Nádraží bylo pod tehdejším názvem Lampersdorf dáno do provozu 5. října 1882 spolu s tratí z Královce do Žacléře. Nádraží mělo význam především napojením vlečky dolu Jan Šverma, kde byla ukončena těžba v roce 1992. V letech poté ještě byla vlečka občasně využívána, minimálně od roku 2022 je však zakázán vjezd drážních vozidel na vlečku.

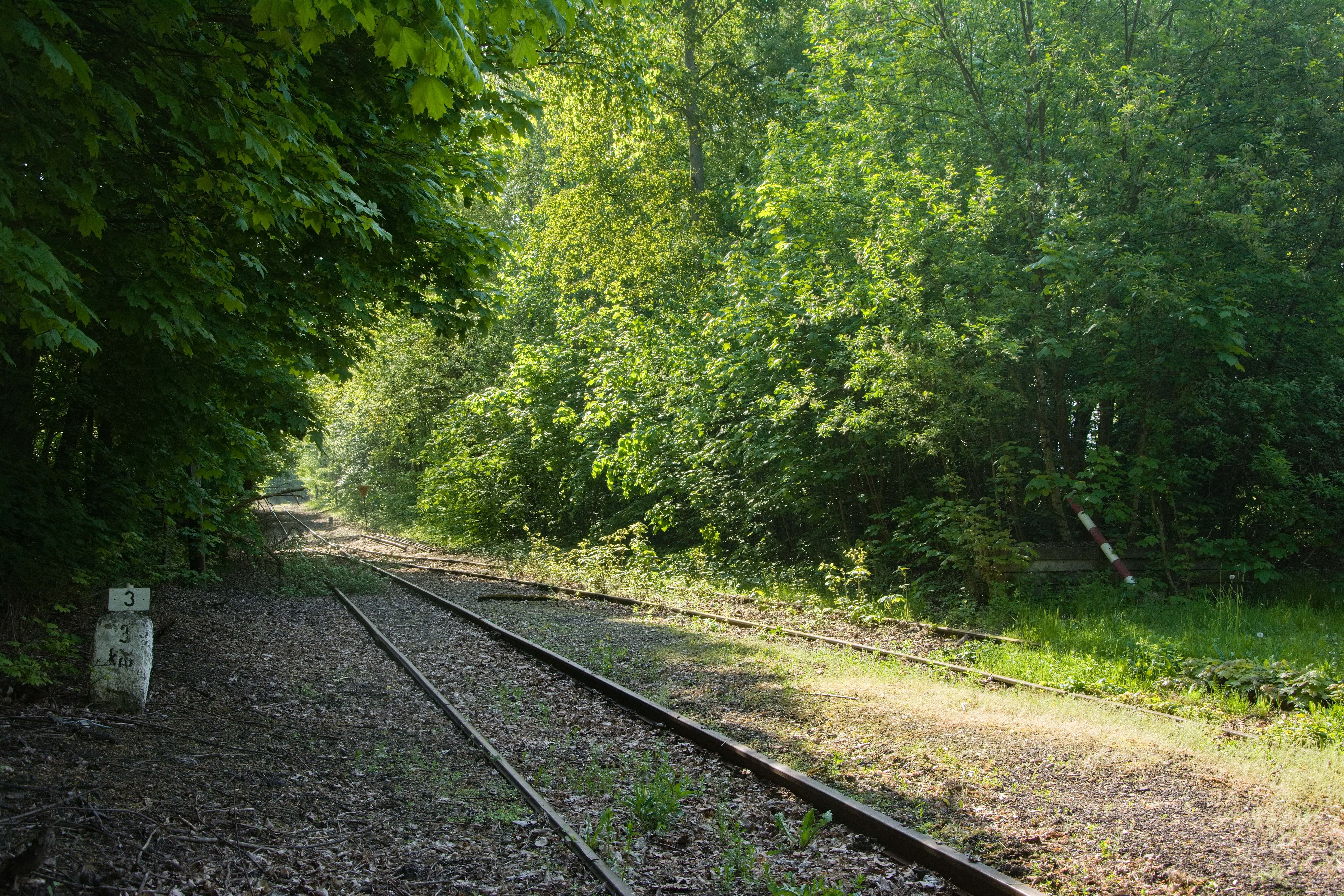
Zhlaví dopravny, kolej č. 1 je vlevo

## Popis dopravny
V dopravně je jedna průběžná kolej č. 1 o užitečné délce 56 m. Přímo u budovy je manipulační kolej č. 3 s odvratem, která je součástí vlečky GEMEC – UNION a.s. Tato kolej je zapojena do dopravní koleje č. 1 výhybkou na královeckém zhlaví (na opačné straně dopravny zhlaví není). Vnitřní sypané nástupiště se nachází mezi kolejemi č. 1 a 3, má délku 40 m a výšku nástupní hrany 200 mm nad temenem kolejnice. Přístup na nástupiště je úrovňový bez přechodu přes kolej č. 3.
V dopravně není možné křižování, předjíždění nebo dostižení vlaků, slouží jen pro řízení jízd následných vlaků.
U dopravny směrem k Žacléři se nachází železniční přejezd P4863 zabezpečený výstražnými kříži. Leží v km 3,057 už mimo dopravnu (lichoběžníková tabulka pro směr od Žacléře je v km 3,050). Provoz v dopravně a na trati je řízen dirigujícím dispečerem ze stanice Trutnov střed.